# Ferdinand Marc Antoine de Bernier de Pierrevert
Pour les articles homonymes, voir de Bernier de Pierrevert.
Ferdinand Marc Antoine Bernier de Pierrevert est un navigateur français né le 22 septembre 1761 à Pierrevert (Alpes-de-Haute-Provence) et mort le 13 juillet 1786 à la baie des Français (Alaska).
Il fut membre de l'expédition de La Pérouse (1er août 1785 - 13 juillet 1786).

## Biographie

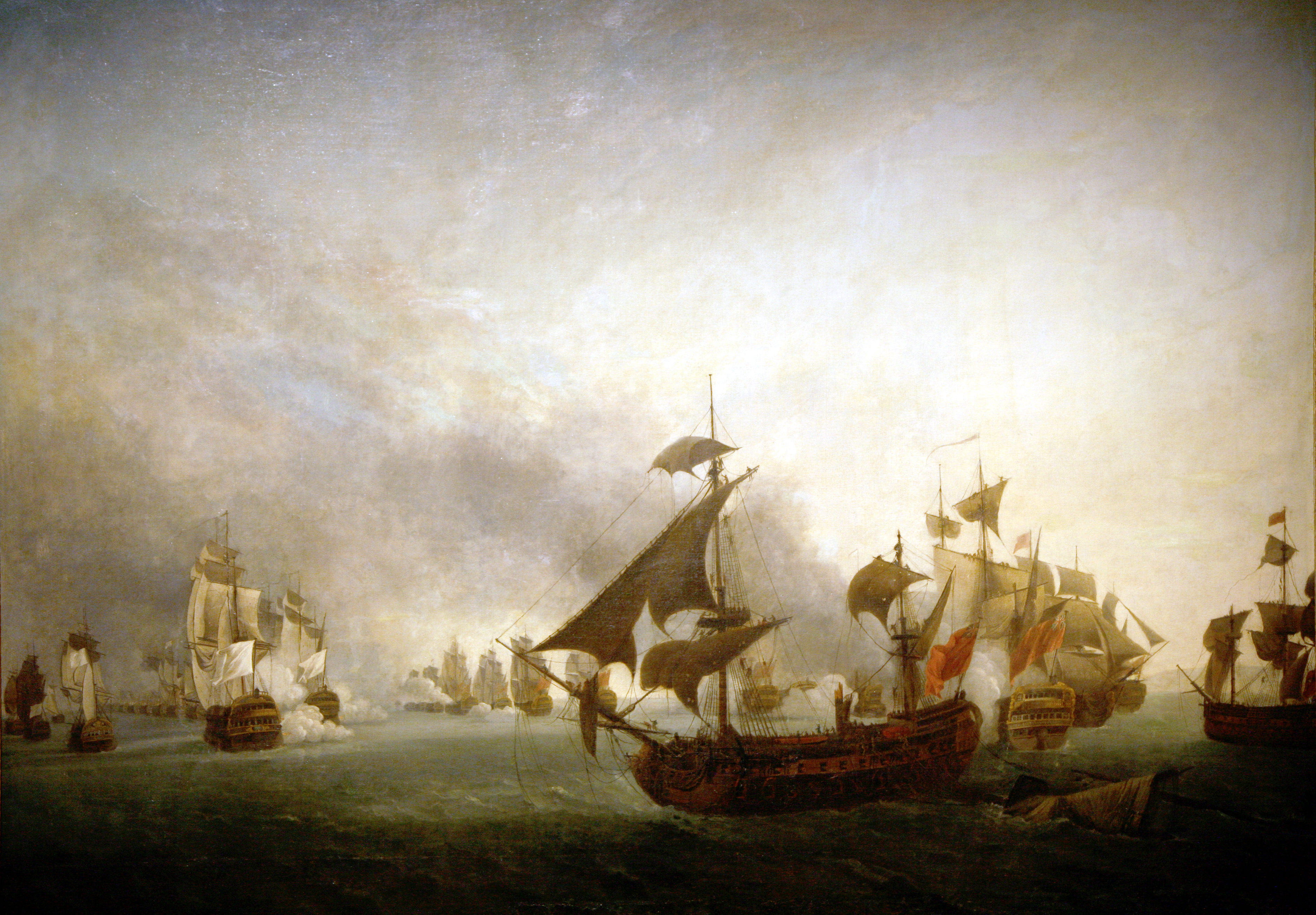
Jean-François Hue, Combat naval de l'île de la Grenade, 6 juillet 1779 (1789), Paris, musée national de la Marine. Ferdinand Marc Antoine Bernier de Pierrevert y combattit sur le Fantasque.

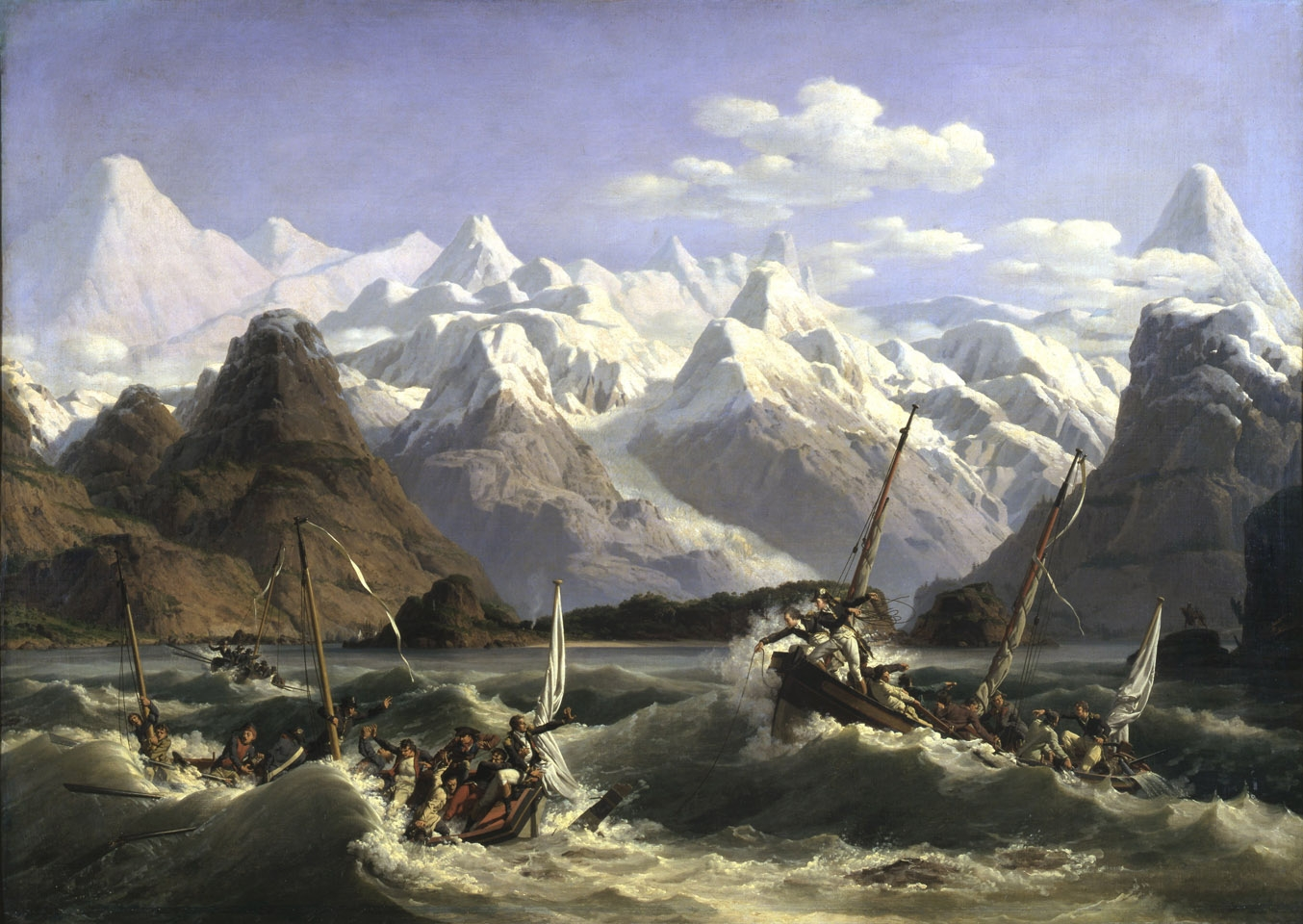
Louis-Philippe Crépin, Naufrage des chaloupes de La Pérouse en 1786 (1806), collection particulière, château de Jeurre. Ce naufrage en Alaska coûta la vie à 21 personnes, dont Ferdinand Marc Antoine Bernier de Pierrevert.

Ferdinand Marc Antoine Bernier de Pierrevert est le fils de Paul Auguste Bernier de Pierrevert, marquis de Pierrevert, et sa mère Euphorie de Suffren de Saint Tropez (1722-1800), sœur du Bailli de Suffren. Il a sept frères et sœurs.
En 1774, il est présenté de minorité dans l'ordre de Saint-Jean de Jérusalem pour éventuellement devenir chevalier, mais il part avec Pierre André de Suffren en 1779 pour la campagne d'Amérique sans faire ses caravanes.
Il fait l'école de Toulon. Il est garde du pavillon et de la marine sur le Fantasque lors de la guerre d'indépendance des États-Unis. Le vaisseau est commandé par son oncle maternel Pierre André de Suffren. Il participe avec lui aux deux années de campagne navale que mène l'escadre de d'Estaing sur les côtes américaines et dans les Antilles. Il combat ou participe aux opérations autour de Newport, Sainte-Lucie, la Grenade et Savannah.
Il embarque en 1785 sur La Boussole dans l'expédition aux ordres de La Pérouse pour son expédition sur l'océan Pacifique. Il est enseigne de vaisseau, puis lieutenant de vaisseau en juillet 1786. Le 13 juillet 1786, il se noie avec 20 autres marins dans le naufrage de deux chaloupes dans la baie des Français.

### Armoiries
- « D'azur à trois pals d'argent, et un écusson de gueules brochant posé en cœur chargé d'un lion d'argent armé et lampassé de gueules »[3].
- Devise : « Hostium terror tutarur amicos ».